# Goldberg (Mecklenburg)

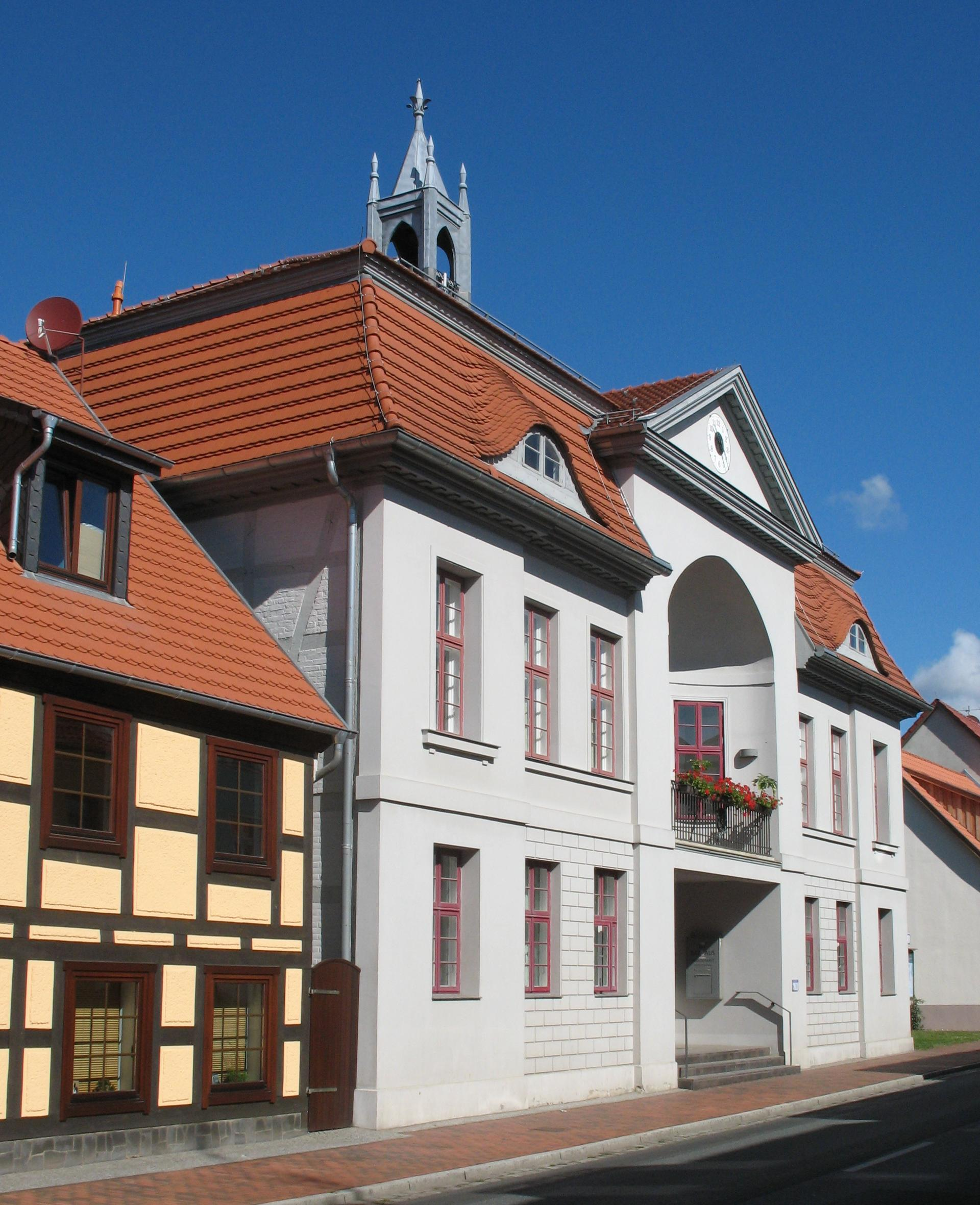
Gemeentehuis

Goldberg is een gemeente en stad in de Duitse deelstaat Mecklenburg-Voor-Pommeren, en maakt deel uit van de Landkreis Ludwigslust-Parchim.
Goldberg telt 3.392 inwoners.

## Indeling gemeente
De gemeente bestaat uit de volgende Ortsteile:

Lange Straße
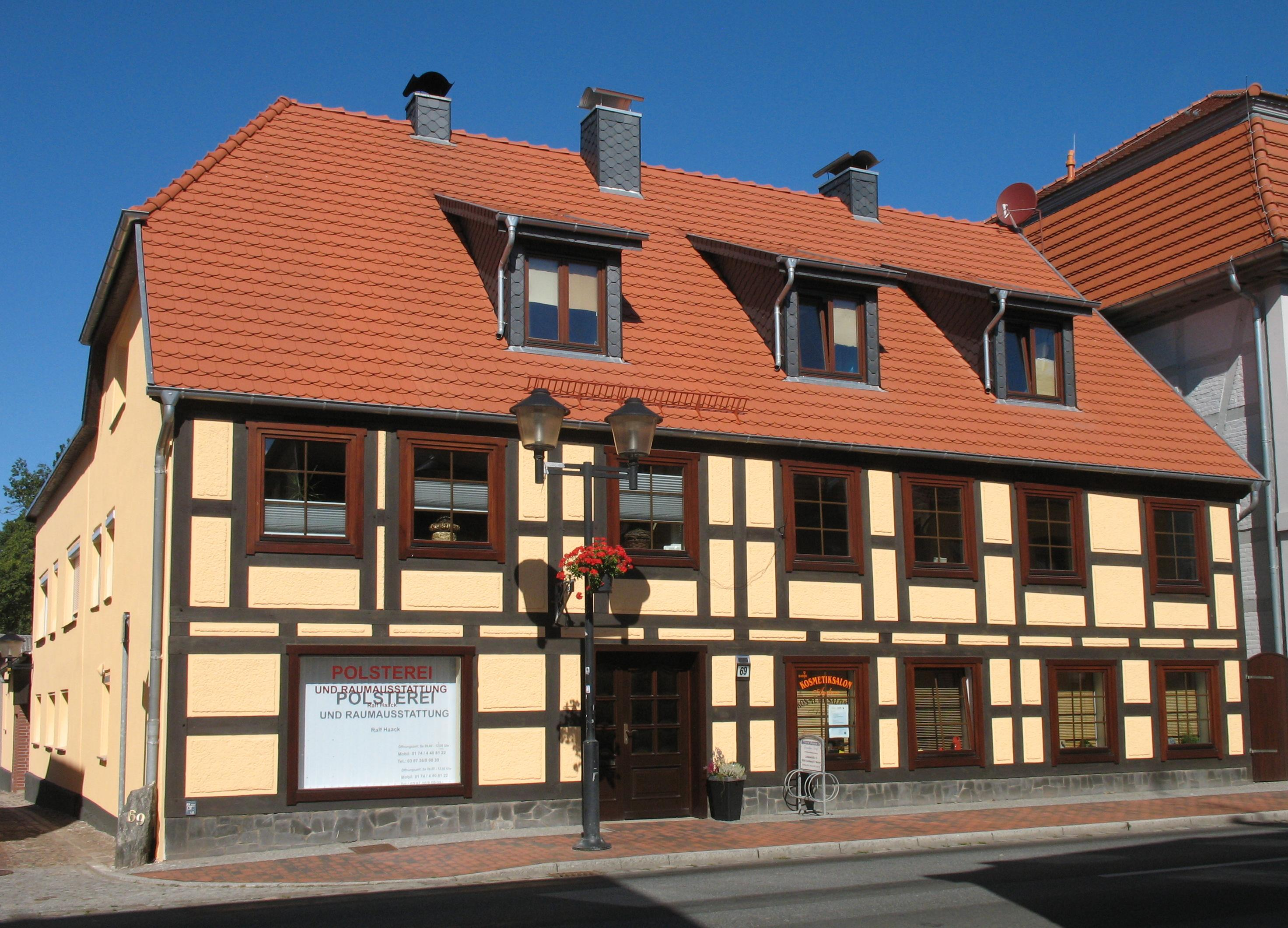
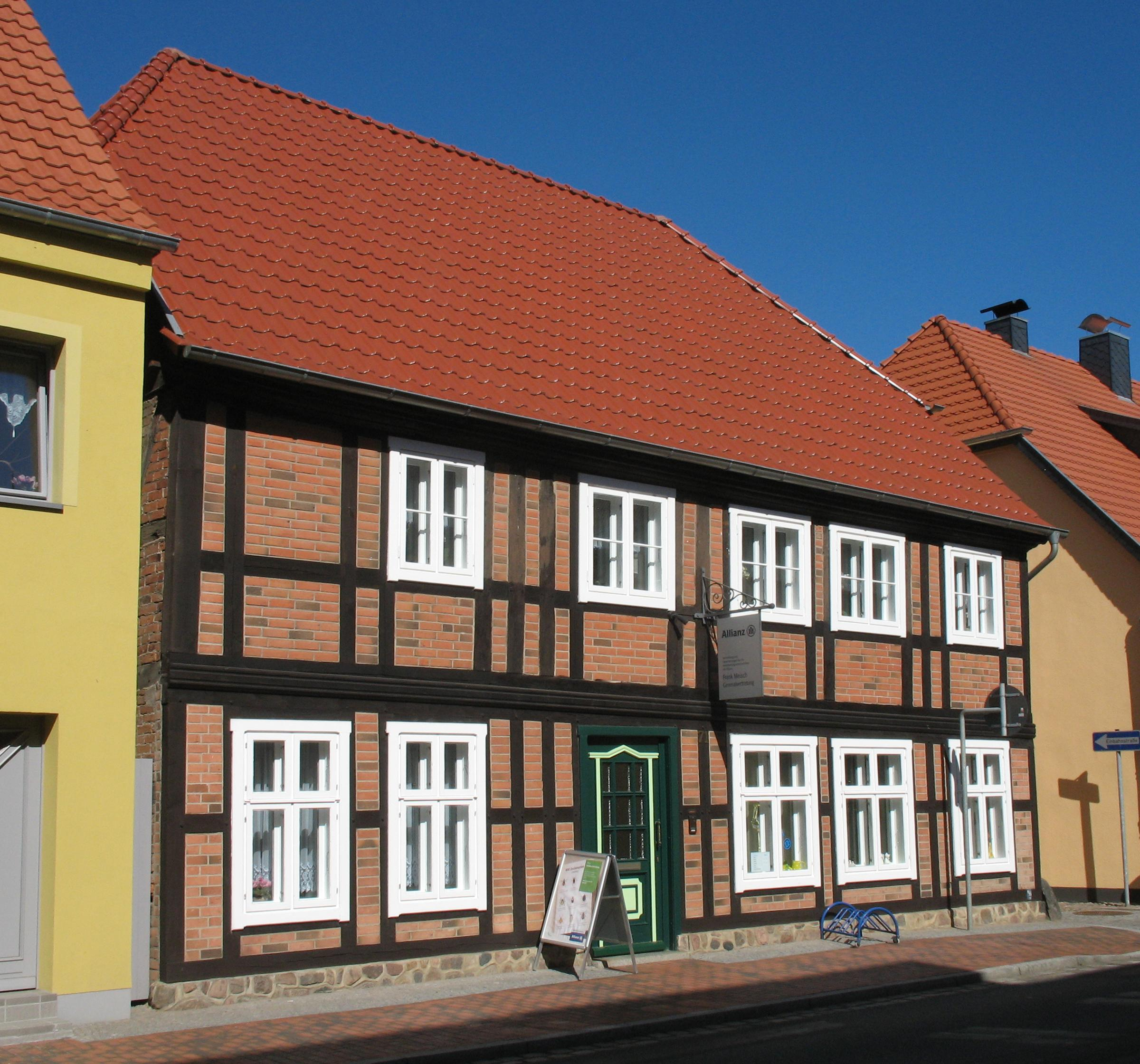
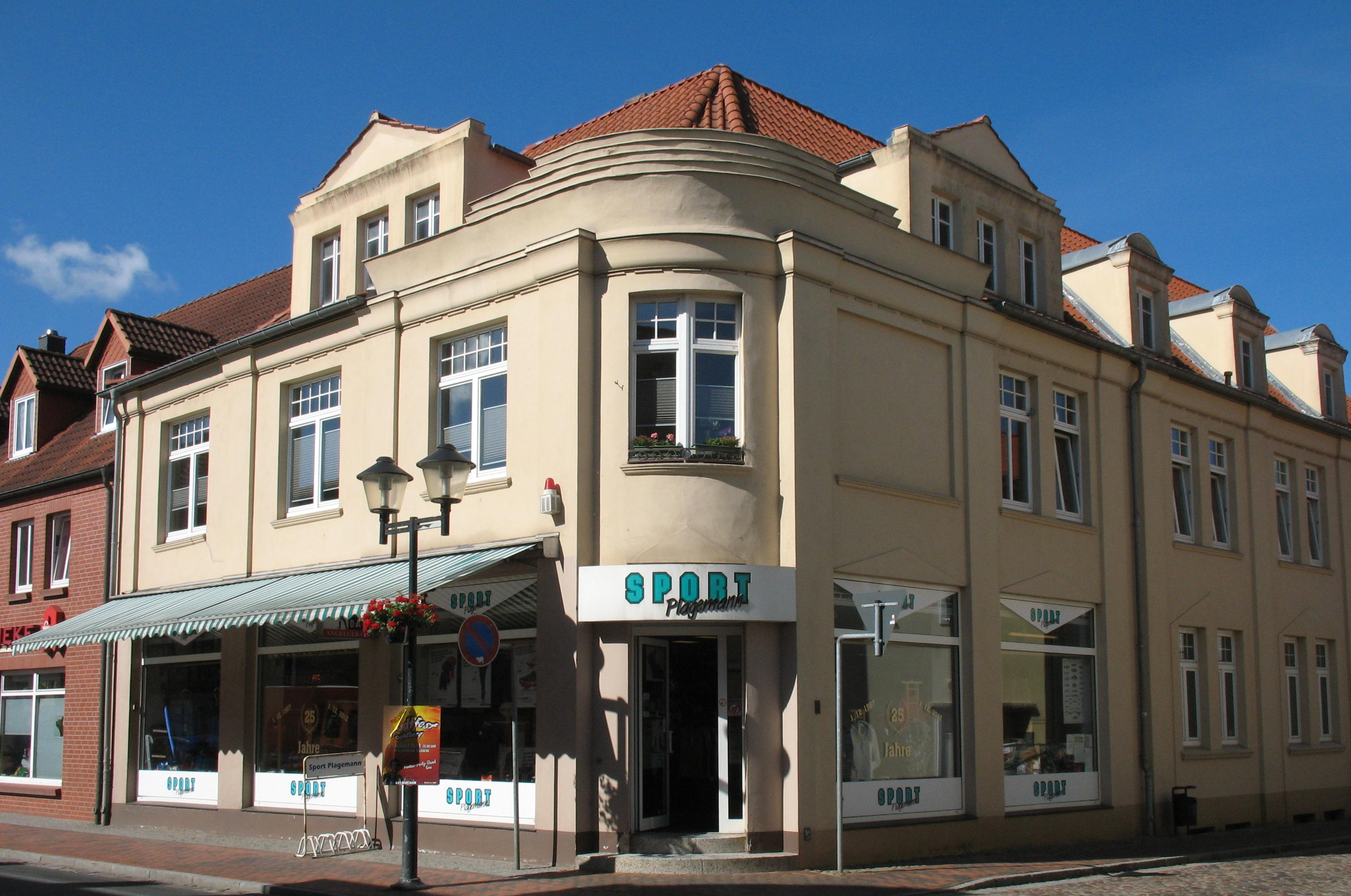
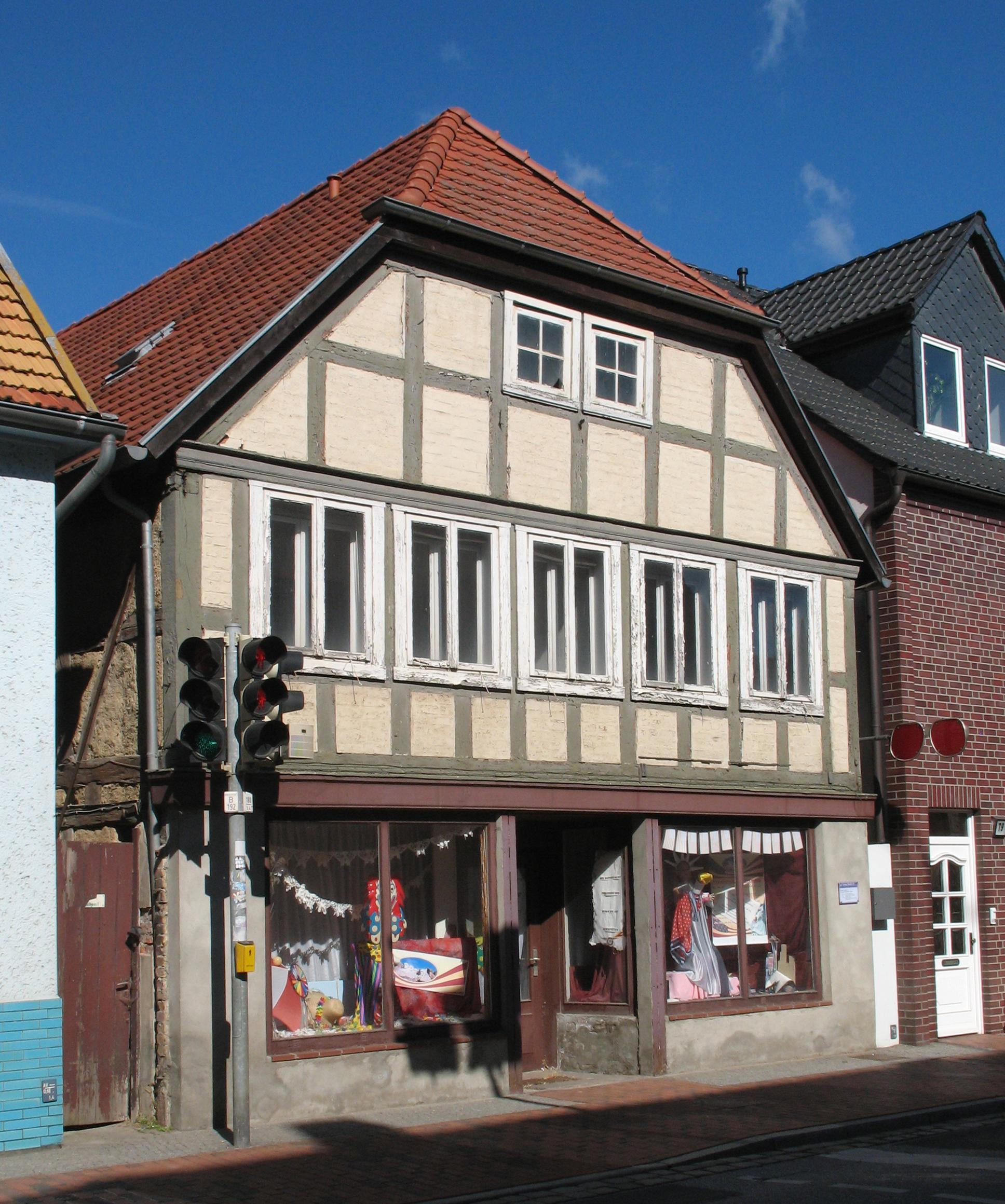
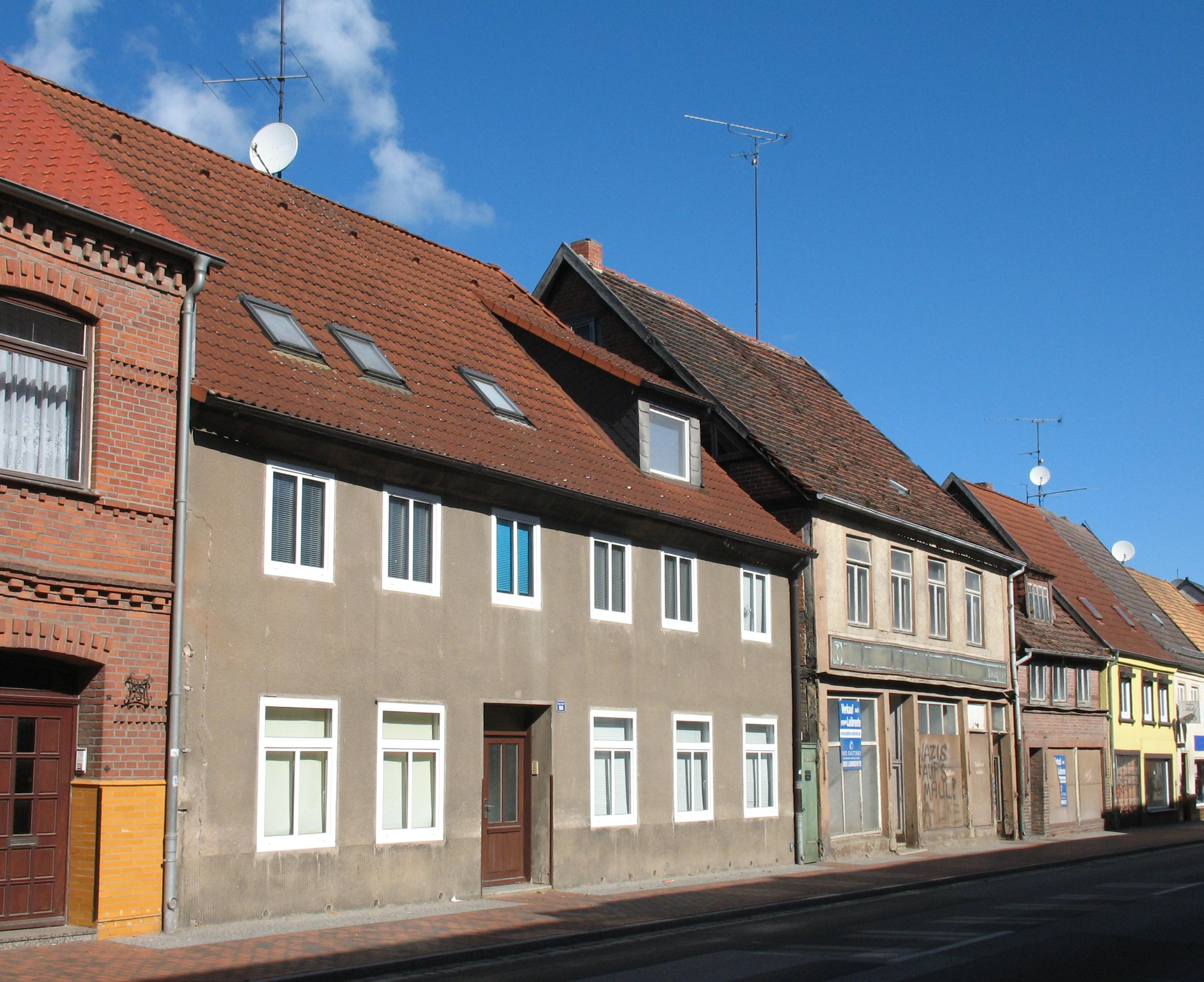
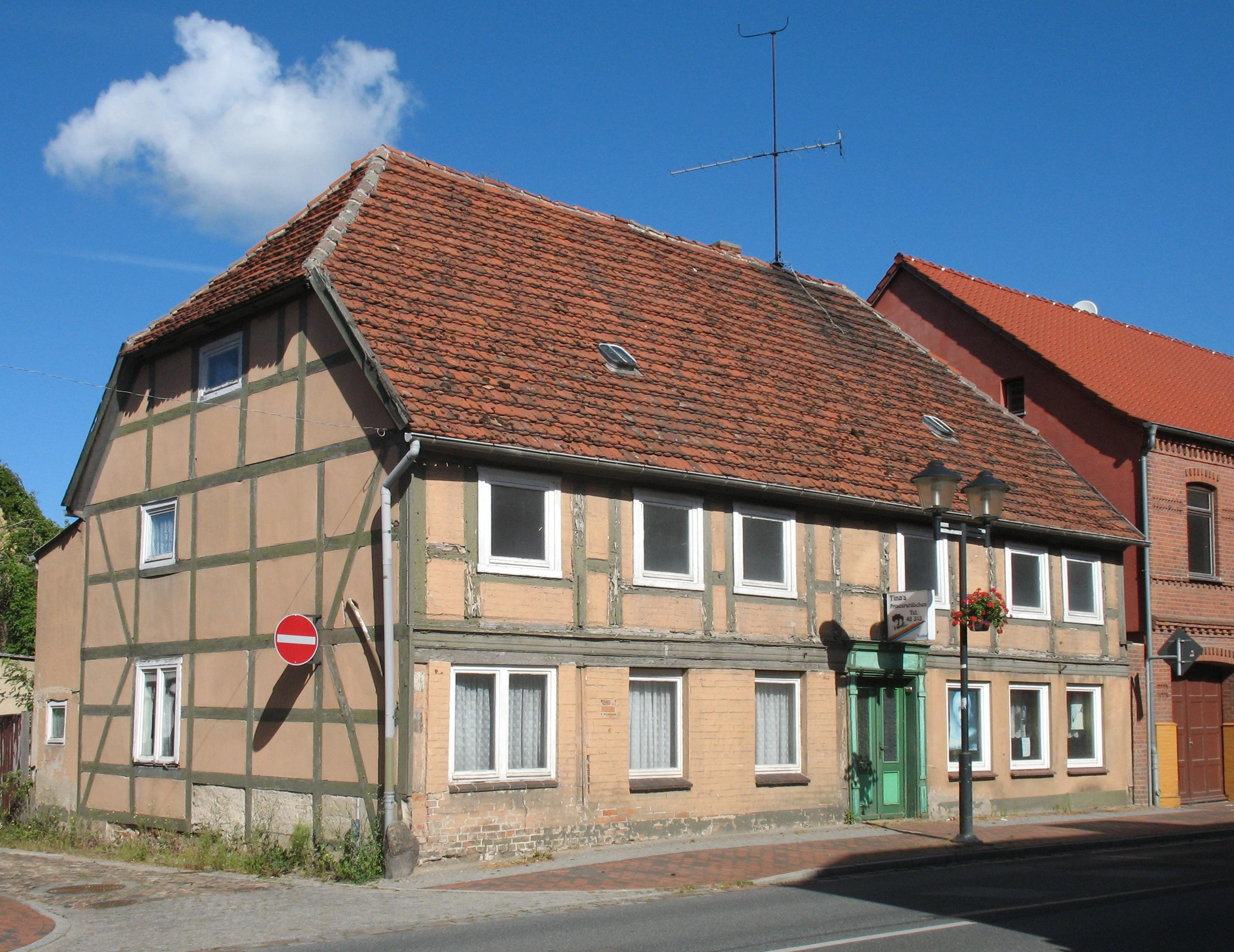
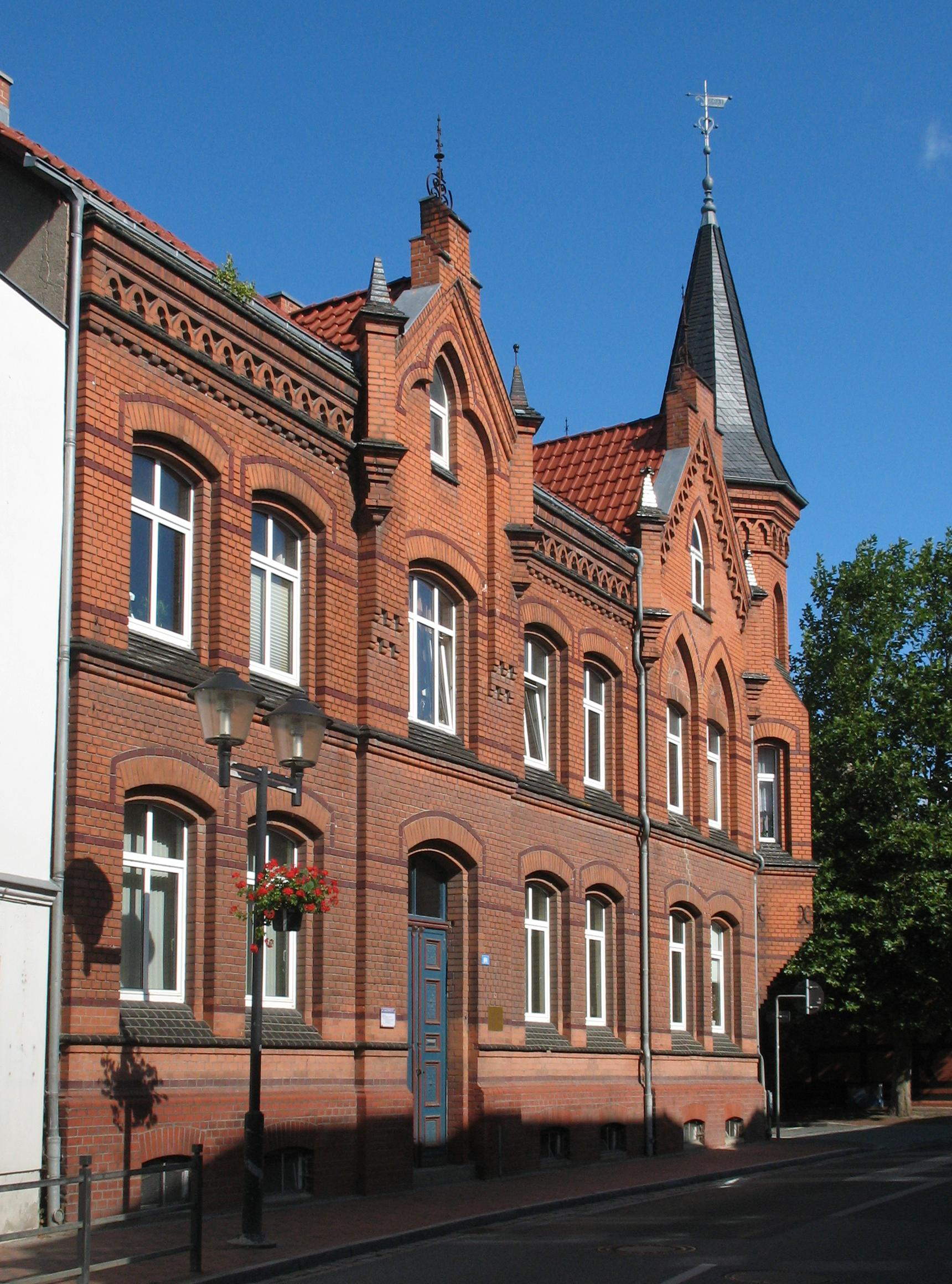
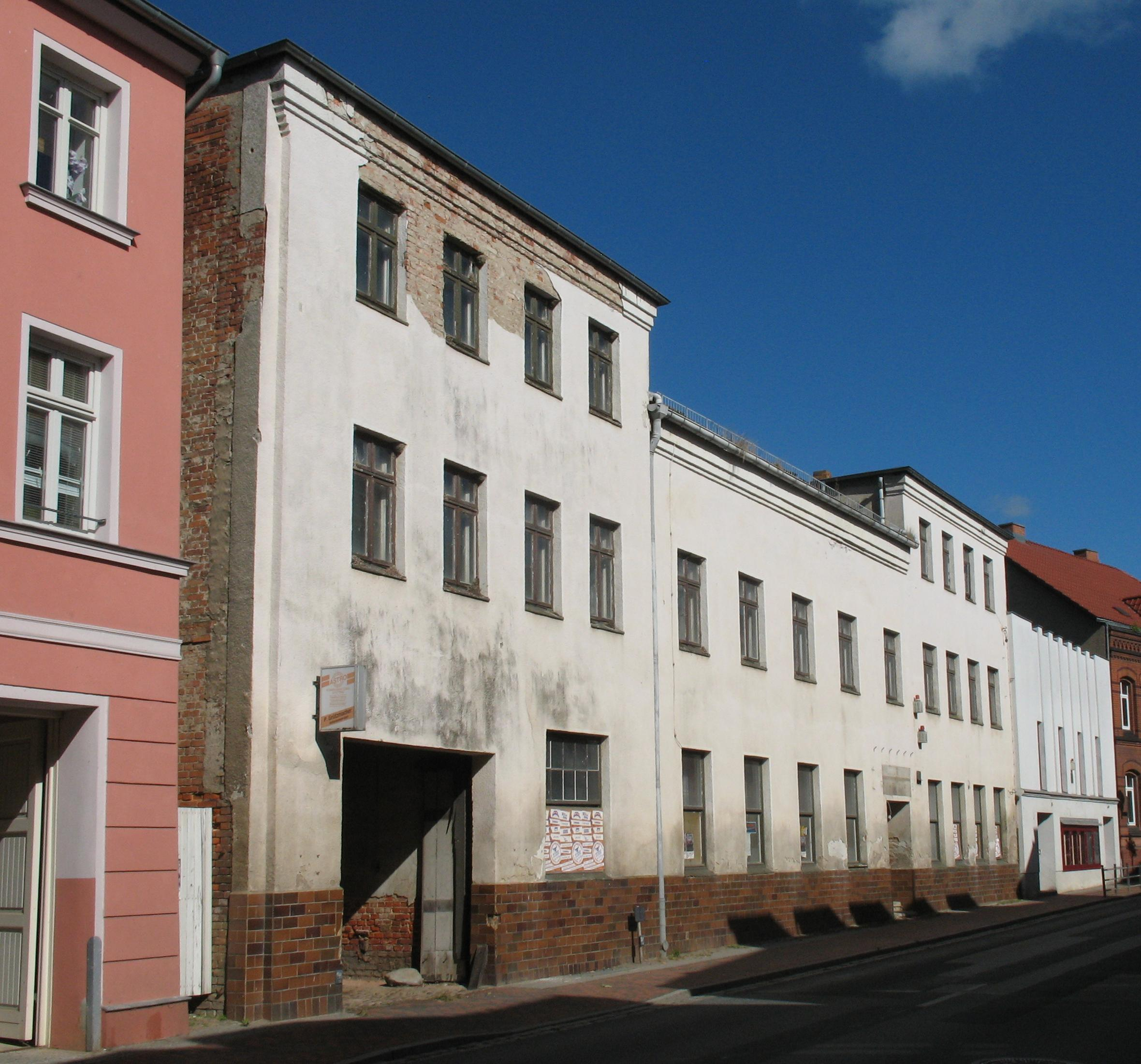
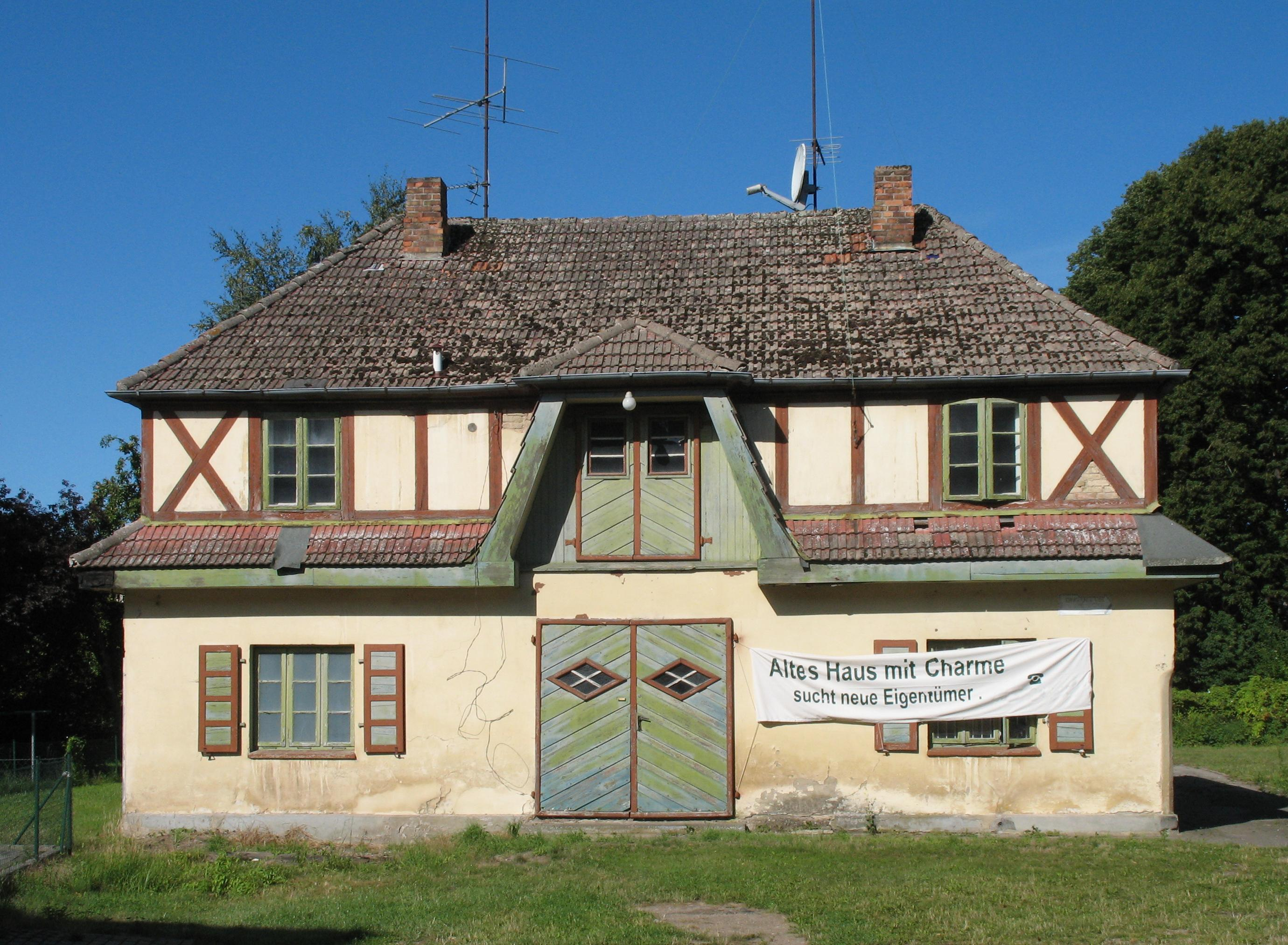
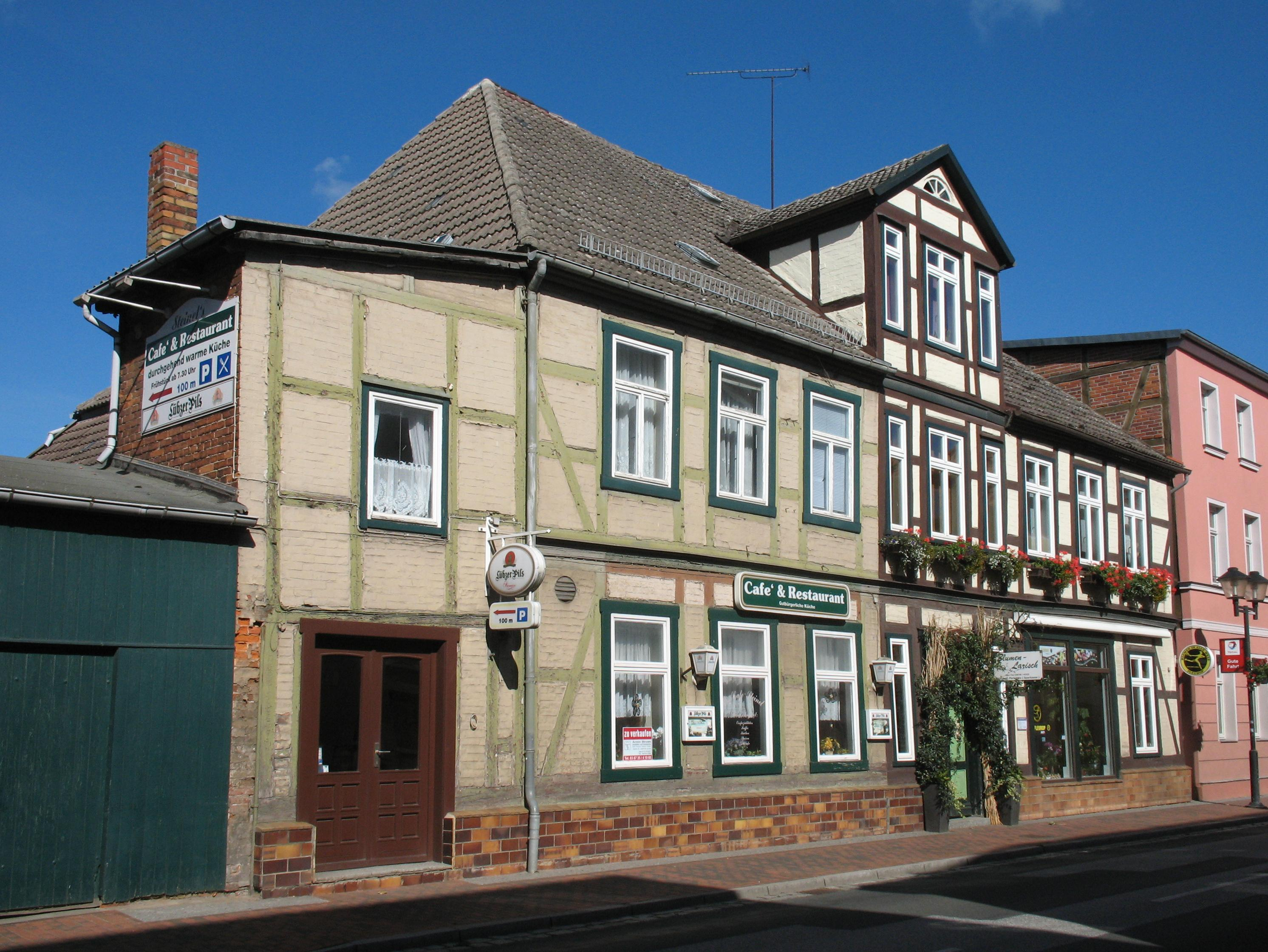

- de stad Goldberg
- Diestelow
- Finkenwerder
- Grambow
- Lüschow
- Medow, sinds 1-7-1950
- Neuhof
- Neu Woosten
- Rummelsberg
- Sehlsdorf
- Steinbeck
- Wendisch Waren
- Woosten
- Ziegelei

- Lange Straße